# ایمونگی
ایمونگی (به لاتین: Imongy) یک منطقهٔ مسکونی در ماداگاسکار است که در تسیهومبه (بخش) واقع شده‌است.
 ایمونگی  ۸٬۰۰۰ نفر جمعیت دارد و ۹۵ متر بالاتر از سطح دریا واقع شده‌است.